# Điểm Lagrange

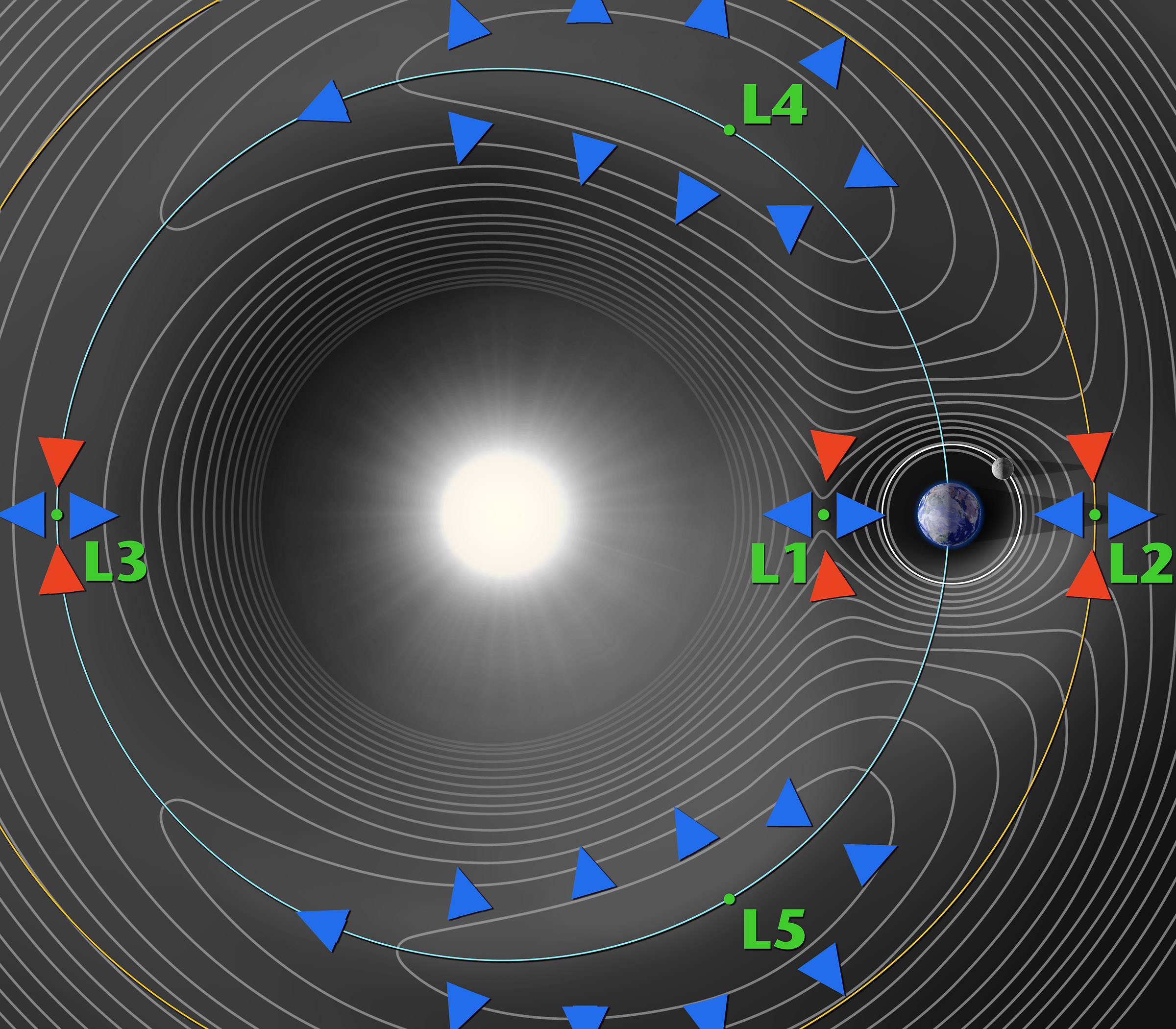
Biểu đồ đường bao về tiềm năng hiệu quả của một hệ hai vật thể (ở đây là Mặt Trời và Trái đất), cho thấy 5 điểm Lagrange. Một vật thể rơi tự do sẽ vạch ra một đường bao (chẳng hạn như Mặt trăng, được hiển thị).

Các điểm Lagrange (IPA: [lə.'grɒn.dʒi.ən] hay [la.'grã.ʒi.ən]; cũng gọi là L-point, hay điểm đu đưa), là năm vị trí trong không gian liên hành tinh nơi một vật thể nhỏ chỉ bị ảnh hưởng bởi lực hấp dẫn về lý thuyết có thể đứng yên so với hai vật thể lớn hơn (như một vệ tinh nhân tạo so với Trái Đất và Mặt Trăng). Chúng tương tự với các quỹ đạo địa tĩnh theo đó chúng cho phép một vật thể luôn nằm ở một vị trí xác định trong vũ trụ chứ không phải là một quỹ đạo theo đó nó luôn thay đổi vị trí liên tục.
Một định nghĩa chính xác hơn về mặt kỹ thuật là các điểm Lagrange là các tình trạng yên tĩnh của bài toán ba vật thể rút gọn vòng tròn. Ví dụ, có hai vật thể quay theo quỹ đạo tròn xung quanh một khối lượng vật thể trung tâm, có năm điểm trong không gian nơi một vật thể thứ ba, hay một khối lượng không đáng kể, có thể hiện diện và giữ nguyên vị trí tương đối của nó so với hai vật thể lớn kia. Như được thấy trong một cơ cấu tham khảo mà sự quay của nó có cùng thời gian với hai vật thể cùng quỹ đạo ở trên, trường hấp dẫn của hai vật thể lớn tổng hợp lại với một lực ly tâm cân bằng tại các điểm Lagrange, cho phép vật thể thứ ba nằm yên so với hai vật thể kia.

## Lịch sử của các khái niệm
Năm 1772, nhà toán học tên tuổi người Italy – Pháp là Joseph Louis Lagrange nghiên cứu về Bài toán ba vật thể nổi tiếng, ông đã khám phá ra một sự ngẫu nhiên trong các kết quả. Ban đầu, ông đã tìm ra một cách để dễ dàng tính toán sự tác động lẫn nhau về sức hút trọng lực giữa một số lượng các vật thể tùy ý trong hệ, bởi vì cơ học Newton kết luận rằng một hệ như vậy sẽ khiến cho các vật thể quay một cách hỗn loạn cho tới khi xảy ra một sự va chạm, hay một vật thể sẽ bị tống ra khỏi hệ vì thế sự thăng bằng sẽ diễn ra. Logic phía sau kết luận này là hệ với một vật thể thì là thông thường, vì nó chỉ có liên quan tương đối so với chính nó; một hệ với hai vật thể cũng dễ dàng giải quyết được, vì các vật thể bay trên quỹ đạo của chúng quanh một tâm trọng lực. Tuy nhiên, một khi có nhiều hơn hai vật thể trong hệ, những tính toán toán học trở nên rất phức tạp. Một tình huống xảy ra khi bạn không thể tính toán mọi sự tác động lẫn nhau giữa mọi vật thể nào ở mọi điểm dọc theo quỹ đạo của nó.
Tuy nhiên, Lagrange, muốn làm điều này trở nên đơn giản hơn. Ông đã làm việc đó với một kết luận đơn giản: "Quỹ đạo của một vật thể được quyết định bằng cách tìm ra một con đường làm giảm tối thiểu tác dụng theo thời gian." Điều này được tìm ra khi trừ thế năng cho động năng. Theo cách suy nghĩ như vậy, Lagrange tái lập cơ học của Newton để tạo ra cơ học Lagrange. Với hệ thống tính toán mới của mình, công trình của Lagrange đưa ông tới lý thuyết tại sao một vật thể thứ ba với một khối lượng không đáng kể sẽ bay quanh hai vật thể chính vốn đã quay quanh lẫn nhau, những điểm đặc biệt trên quỹ đạo của nó sẽ là đứng yên so với các vật thể chính, các (hành tinh). Các điểm đó được gọi là "các điểm Lagrange" để vinh danh ông.
Trong một trường hợp thông thường hơn của các quỹ đạo hình elíp, không có các "điểm" đứng yên nếu xét theo cùng một nghĩa: nó trở thành một "vùng" Lagrange. Các điểm Lagrange tạo nên tại mỗi điểm trong thời gian cũng như trong trường hợp tròn đứng yên của các quỹ đạo elíp giống với quỹ đạo của các vật thể có khối lượng. Điều này tuân theo định luật số hai của Newton ({\displaystyle d\mathbf {p} /dt=\mathbf {F} }). Khi p = mv (p là động lượng, m là khối lượng, và v là tốc độ) là bất biến nếu lực và vị trí tỷ lệ với nhau theo cùng nhân tố. Một vật thể ở điểm Lagrange quay với cùng khoảng thời gian so với hai vật thể có khối lượng lớn trong trường hợp tròn, ngụ ý rằng nó có cùng tỷ lệ về lực hấp dẫn so với khoảng cách. Sự thực này là độc lập với dáng tròn của các quỹ đạo, và nó ngụ ý rằng các quỹ đạo elíp được tính ra từ các điểm Lagrange cũng là những đáp án của sự cân bằng chuyển động của vật thể thứ ba.

## Các điểm Lagrange

Một biểu đồ thể hiện năm điểm Lagrange của hệ hai vật thể (ví dụ Mặt Trời và Trái Đất)

Năm điểm Lagrange được xác định và định nghĩa như sau:

### L1
Điểm L1 nằm trên đường được xác định bởi hai khối lượng lớn M1 và M2, và ở giữa chúng.
Ví dụ: Một vật thể quay quanh Mặt Trời ở khoảng cách gần hơn so với Trái Đất sẽ đương nhiên có thời gian quỹ đạo ngắn hơn Trái Đất, và không bị ảnh hưởng bởi lực kéo hấp dẫn của Trái Đất. Nếu vật thể nằm chính giữa Trái Đất và Mặt Trời, thì hiệu ứng do lực hấp dẫn của Trái Đất sẽ làm yếu lực kéo vật thể đó bay quanh Mặt Trời, và vì thế làm tăng khoảng thời gian quỹ đạo của nó. Vật thể càng ở gần Trái Đất, hiệu ứng này càng lớn. Tại điểm L1, thời gian quỹ đạo của vật thể trở thành tương đương với thời gian quỹ đạo của Trái Đất.
Điểm L1 của Mặt Trời – Trái Đất là điểm lý tưởng để quan sát Mặt Trời. Các vật thể tại đó không bao giờ bị Trái Đất hay Mặt Trăng che khuất. Vệ tinh quan sát Mặt Trời (SOHO) nằm trên quỹ đạo Halo tại điểm L1 và vệ tinh thám hiểm cấu tạo (ACE) nằm trên quỹ đạo Lissajous, cũng tại điểm L1. Điểm L1 của Trái Đất – Mặt Trăng cho phép dễ dàng tiếp cận các quỹ đạo Trái Đất và Mặt Trăng với mức delta-v nhỏ nhất, và là điểm lý tưởng để đặt một trạm vũ trụ trung gian vận chuyển con người và hàng hóa tới và quay về từ Mặt Trăng.

### L2

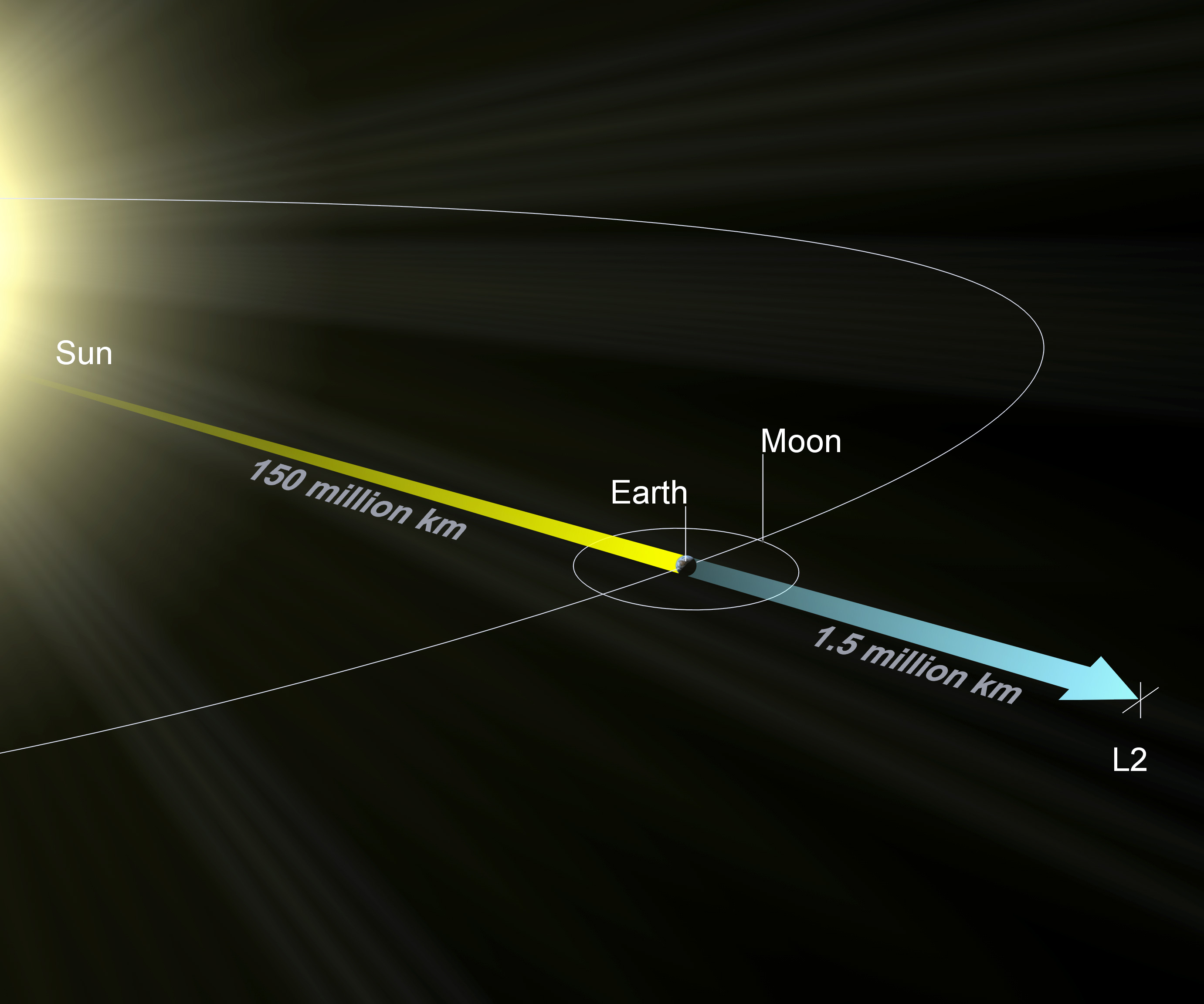
Điểm L2, nơi có kính thiên văn vũ trụ James Webb.

Điểm L2 nằm trên đường thẳng được xác định bởi hai vật thể, gần phía vật thể nhỏ hơn.
Ví dụ: Ở phía Trái Đất đối diện với Mặt Trời, thời gian quỹ đạo của một vật thể sẽ đương nhiên dài hơn thời gian quỹ đạo của Trái Đất. Lực kéo hấp dẫn bù thêm của Trái Đất sẽ làm giảm thời gian quỹ đạo của vật thể, và tại điểm L2 thời gian quỹ đạo của vật thể sẽ tương đương thời gian quỹ đạo của Trái Đất.
Điểm L2 của Mặt Trời – Trái Đất là một điểm tốt để đặt các đài quan sát thiên văn vũ trụ. Bởi vì một vật thể ở điểm L2 sẽ giữ nguyên hướng đối với Mặt Trời và Trái Đất, việc bảo vệ và kiểm tra sẽ đơn giản hơn. Tàu thăm dò Wilkinson Microwave Anisotropy Probe hiện đã ở trên quỹ đạo quanh điểm L2 Mặt Trời – Trái Đất L2. Đài thiên văn Herschel Space Observatory cũng như kính viễn vọng James Webb Space Telescope đều được đặt trên điểm L2 Mặt Trời – Trái Đất. Điểm L2 Trái Đất – Mặt Trăng L2 là vị trí tốt để đặt vệ tinh thông tin quan sát mặt sau của Mặt Trăng.
Nếu M2 nhỏ hơn M1, thì L1 và L2 ở những khoảng cách r gần bằng nhau từ M2, tương đương bán kính của phạm vi ảnh hưởng của hành tinh, có theo:
{\displaystyle r\approx R{\sqrt[{3}]{\frac {M_{2}}{3M_{1}}}}}
với R là khoảng cách giữa hai vật thể,M2 là khối lượng của vật thể quay vật thể chủ và M1 là khối lượng vật thể chủ.
Khoảng cách này có thể được miêu tả như thế nào để thời gian quỹ đạo, tương đương với một quỹ đạo tròn với khoảng cách đó như bán kính quanh M2 khi không có M1, là bán kính của M2 quanh M1, được chia với {\displaystyle {\sqrt {3}}\approx 1.73}.
Ví dụ:
- Mặt Trời và Trái Đất: 1.500.000 km từ Trái Đất
- Trái Đất và Mặt Trăng: 61.500 km từ Mặt Trăng

### L3
Điểm L3 nằm trên đường thẳng được xác định bởi hai vật thể lớn, gần hơn về phía vật thể lớn hơn của hệ.
Ví dụ: Điểm L3 trong hệ Mặt Trời – Trái Đất nằm ở phía đối diện của Mặt Trời, hơi xa hơn so với khoảng cách của Trái Đất, nơi tổng lực kéo của cả Trái Đất và Mặt Trời khiến vật thể bay trên quỹ đạo có cùng thời gian quỹ đạo với Trái Đất. Điểm L3 của Mặt Trời – Trái Đất là vị trí thường được dùng để đặt một "Counter-Earth" trong khoa học viễn tưởng và trong các cuốn sách vui.

### L4và L5
Các điểm L4 và L5 nằm tại điểm thứ ba của một tam giác đều với cạnh được xác định bởi hai vật thể, như các điểm phía trước, hay phía sau, vật thể nhỏ hơn trên quỹ đạo của nó quanh vật thể lớn.
Các điểm L4 và L5 thỉnh thoảng được gọi là các điểm Lagrange tam giác hay các điểm Troia.
Ví dụ: Điểm L4 và L5 của Mặt Trời – Trái Đất là các điểm nằm 60° phía trước và 60° phía sau Trái Đất trên quỹ đạo của nó quanh Mặt Trời. Các điểm này có chứa bụi liên hành tinh. Các điểm L4 và L5 của Mặt Trời – Sao Mộc là nơi có các tiểu hành tinh Troia.
Lý thuyết vụ va chạm lớn cho rằng một vật thể tên là Theia được hình thành tại điểm L4 hay L5 và đã va chạm với Trái Đất sau khi quỹ đạo của nó mất ổn định, tạo nên Mặt Trăng.

## Tính ổn định
Ba điểm Lagrange đầu tiên về mặt kỹ thuật chỉ ổn định trên mặt phẳng vuông góc với đường nối hai vật thể. Điều này có thể dễ dàng quan sát thấy khi xem xét điểm L1. Một khối lượng thử nghiệm được đặt vuông góc với đường trung tâm sẽ bị một lực tác dụng đẩy nó ngược về hướng điểm thăng bằng. Điều này bởi vì các lực hấp dẫn của hai vật thể lớn tác dụng từ hai bên sẽ làm tăng cường độ lực này, trong khi hợp lực dọc theo trục giữa chúng sẽ làm cân bằng. Tuy nhiên, nếu một vật thể nằm tại điểm L1 gần một vật thể hơn, lực hấp dẫn từ vật thể đó sẽ mạnh hơn, và nó sẽ bị kéo lại gần hơn. (Mô hình này rất giống với mô hình các lực thủy triều.)
Dù các điểm L1, L2, và L3 trên danh nghĩa không ổn định, nhưng vẫn có thể tồn tại các quỹ đạo chu kỳ ổn định xung quanh các điểm đó, ít nhất trong giới hạn ba vật thể. Những quỹ đạo chu kỳ hoàn hảo này, được gọi là các quỹ đạo "halo", không tồn tại trong một hệ thống vận động n-vật thể như hệ Mặt Trời. Tuy nhiên, các quỹ đạo Lissajous gần như chu kỳ (ví dụ có giới hạn nhưng không lặp lại chính xác hoàn toàn) thực sự có tồn tại trong hệ thống n-vật thể. Những quỹ đạo gần như chu kỳ đó là toàn bộ những điểm đu đưa mà các chương trình vũ trụ của con người sử dụng từ trước tới nay. Dù chúng không ổn định một cách hoàn hảo, nhưng một lực khá nhỏ đã là đủ để giữ ổn định tàu vũ trụ trên một quỹ đạo Lissajous trong một khoảng thời gian dài. Một điều hiển nhiên khác, ít nhất đối với các chương trình vũ trụ sử dụng điểm L1 của hệ Mặt Trời – Trái Đất, đặt tàu trên quỹ đạo Lissajous độ cao lớn (100.000 – 200.000 km) thay vì tại điểm đu đưa sẽ có lợi thế hơn bởi vì việc này giúp tàu tránh khỏi đường thẳng trực tiếp Mặt Trời – Trái Đất và do đó giảm hiệu ứng nhiễu Mặt Trời đối với kênh thông tin liên lạc giữa tàu và Trái Đất. Một lợi thế khác của các điểm đu đưa cộng tuyến và các quỹ đạo Lissajous kết hợp với các điểm này là chúng như những "cửa ngõ" kiểm soát các quỹ đạo hỗn loạn của Mạng lưới Giao thông Liên hành tinh.
Trái với các điểm đu đưa cộng tuyến, các điểm tam giác (L4 và L5) có độ cân bằng ổn định (cf. attractor), khi tỷ lệ các khối lượng M1/M2 là > 24.96. Đây là trường hợp của hệ thống Mặt Trời – Trái Đất và Trái Đất – Mặt Trăng, dù ở trường hợp Trái Đất – Mặt Trăng tỷ lệ có nhỏ hơn. Khi một vật thể tại các điểm đó bất ổn định, nó sẽ dời chỗ, nhưng hiệu ứng Coriolis sẽ hoạt động, và đẩy đường đi vật thể vào một quỹ đạo ổn định hình hạt đậu xung quanh điểm đó (như trong cơ cấu quay tham khảo).

## Những chương trình vũ trụ sử dụng điểm đu đưa
Các quỹ đạo điểm đu đưa có những đặc tính duy nhất khiến chúng trở thanh lựa chọn hàng đầu khi thực hiện một số chương trình vũ trụ. NASA đã đặt một số tàu vũ trụ tại các điểm L1 và L2 của hệ Mặt Trời – Trái Đất, gồm:
| Chương trình                                | Điểm đu đưa |
| ------------------------------------------- | ----------- |
| Advanced Composition Explorer (ACE)         | L1          |
| Genesis                                     | L1          |
| International Sun/Earth Explorer 3 (ISEE-3) | L1          |
| Solar and Heliospheric Observatory (SOHO)   | L1          |
| Wilkinson Microwave Anisotropy Probe (WMAP) | L2          |
| James Webb Space Telescope (JWST)           | L2          |

L5 Society là tiền thân của National Space Society, và sẽ cung cấp khả năng thiết lập một cơ sở sản xuất và cư trú trên quỹ đạo quanh các điểm L4 và/hay L5 của hệ Trái Đất – Mặt Trăng (xem Xâm chiếm vũ trụ).

## Các ví dụ trong tự nhiên
Trong Hệ Mặt Trời – Sao Mộc có hàng ngàn tiểu hành tinh, thường được gọi là các tiểu hành tinh Troia, nằm trên các quỹ đạo xung quanh các điểm L4 và L5 của hệ. Ta cũng có thể thấy các vật thể khác trong hệ Mặt Trời – Sao Thổ, Mặt Trời – Sao Hoả, Sao Mộc – vệ tinh Jovian, và Sao Thổ – hệ thống vệ tinh Sao Thổ. Chúng ta chưa phát hiện thấy các vật thể lớn tại các điểm Troia của Hệ Mặt Trời – Trái Đất, nhưng các đám mây bụi bao quanh các điểm L4 và L5 đã được phát hiện trong thập niên 1950. Các đám mây bụi, được gọi là các đám mây Kordylewski, thậm chí còn mờ nhạt hơn cả gegenschein, chúng cũng hiện diện tại các điểm L4 và L5 của hệ Trái Đất – Mặt Trăng.
Mặt trăng Tethys của Sao Thổ có hai mặt trăng nhỏ tại các điểm L4 và L5 của nó là Telesto và Calypso. Mặt trăng Dione của Sao Thổ cũng có hai mặt trăng cùng quỹ đạo là Helene tại điểm L4 và Polydeuces tại điểm L5. Các mặt trăng lang thang theo góc phương vị quanh các điểm Lagrange, và Polydeuces có độ lệch hướng lớn nhất, lên tới 32 độ từ điểm L5 của hệ Sao Thổ – Dione. Tethys và Dione có khối lượng gấp hàng trăm lần so với những vật thể "hộ tống" của nó (xem các bài viết về Mặt Trăng để có con số kích thước chính xác; trong nhiều trường hợp không có các con số khối lượng), và Sao Thổ còn có khối lượng lớn hơn nữa, giúp toàn hệ hệ thống được ổn định.

### Các quỹ đạo chung khác
Vật thể cùng đôi với Trái Đất, 3753 Cruithne, nằm trên một quỹ đạo Troia quanh Trái Đất, nhưng không thực sự như một thiên thể Troia. Trái lại, nó chiếm một trong hai quỹ đạo đều quanh Mặt Trời, theo chu kỳ thay đổi từ quỹ đạo này sang quỹ đạo khác khi đụng độ gần với Trái Đất. Khi tiểu hành tinh áp sát Trái Đất, nó nhận được năng lượng quỹ đạo từ Trái Đất và di chuyển sang một quỹ đạo cao, lớn hơn và có năng lượng nhiều hơn. Một thời gian sau, Trái Đất đuổi kịp tiểu hành tinh (đang có quỹ đạo lớn và chậm hơn), khi ấy Trái Đất lấy lại năng lượng và vì thế tiểu hành tinh lại rơi vào một quỹ đạo nhỏ và nhanh hơn và cuối cùng lại đuổi kịp Trái Đất để bắt đầu một chu kỳ mới. Điều này không gây ảnh hưởng có thể nhận thấy trên chiều dài năm của Trái Đất, bởi vì khối lượng Trái Đất lớn gấp hơn 20 tỷ lần khối lượng 3753 Cruithne.
Epimetheus và Janus là các vệ tinh của Sao Thổ và cũng có mối quan hệ tương tự như vậy, dù chúng có khối lượng khác nhau và thay đổi quỹ đạo cho nhau theo chu kỳ. (Janus có khối lượng lớn gấp 4 lần, nhưng vẫn đủ nhẹ để bị ảnh hưởng làm thay đổi quỹ đạo.) Một ví dụ tương tự khác là cộng hưởng quỹ đạo, theo đó các vật thể quỹ đạo thường có xu hướng có các chu kỳ tỷ lệ nguyên do sự tương tác giữa chúng.